# Stanisław Mizerny
Stanisław Mizerny (ur. 28 listopada 1901 w Nadrenii, zm. 1 marca 1990 w Wiechowiczach) – działacz Polskiego Towarzystwa Gimnastycznego „Sokół”, żołnierz Armii Krajowej na Podlasiu.

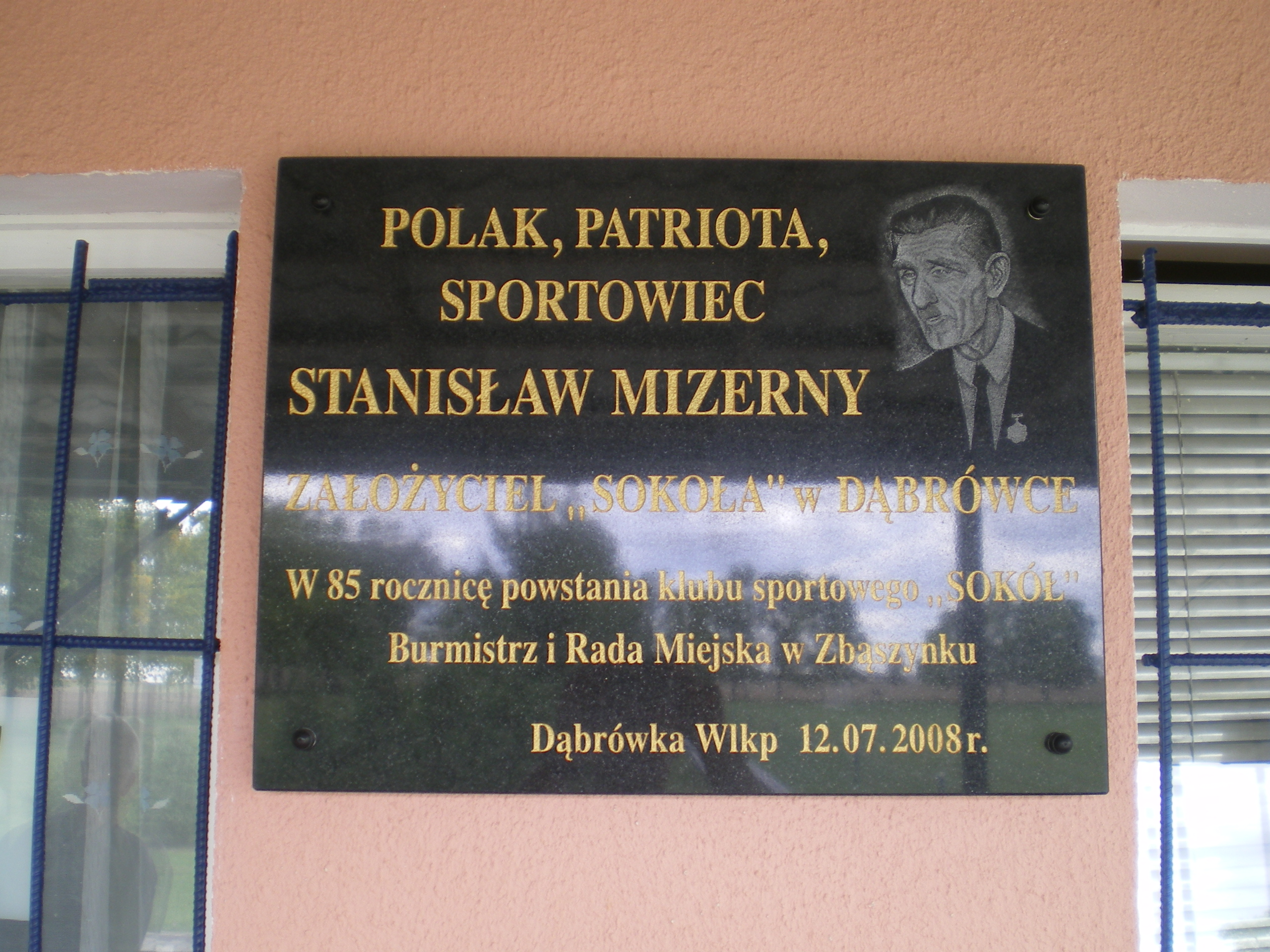
Tablica pamiątkowa na stadionie w Dąbrówce.

Urodził się w rodzinie polskiego robotnika Józefa Mizernego i Stanisławy z domu Domin, pracującego jako górnik w Nadrenii.
W 1920 w drodze do domu w okolicach Brześcia zatrzymał się w Dabrówce Wielkopolskiej. Zainteresował młodzież z tej wsi najpierw lekkoatletyką a potem futbolem. To był zalążek Sokoła. Organizacyjne spotkanie dąbrowieckiego Sokoła odbyło się z udziałem przedstawicieli Wydziału Okręgu 5 Związków Sokołów Polskich z Berlina. Na pierwszego prezesa wybrano Michała Kleszkę. Stowarzyszenie zarejestrowano u komisarza żandarmerii w Kosieczynie – Beugera.
Służył w Armii Krajowej, pseudonim „Długi”. W okresie od grudnia 1940 do lipca 1944 był dowódcą drużyny w rejonie Witoldów – Wiechowicze. 25 lipca 1940 aresztowany w Konstantynowie, przebywał w więzieniu w Białej Podlaskiej przy ul. Prostej. Zwolniony pod koniec listopada 1940. 